# Pólya Jenő
Pólya Jenő Sándor, névvariáns: Pollák (Budapest, 1876. április 30. – Budapest, 1945. április 2.) sebész, egyetemi tanár.

## Életpályája
Pólya Jakab (eredetileg Pollák) jogász, egyetemi tanár és Deutsch Anna fiaként született. Apja neves közgazdász író volt. Négy testvére közül a legfiatalabb a világhírnevet szerzett matematikus, Pólya György (1887–1985).
Középiskolai tanulmányait a budapesti V. kerületi Királyi Katolikus Főgimnáziumban végezte (1885–1893), majd felvételt nyert a Budapesti Tudományegyetem Orvostudományi Karára, ahol 1898. szeptember 22-én avatták orvosdoktorrá. Ötödéves egyetemistaként pályadíjat nyert szemészetből, és a magyar szemészeti iskola alapítója, Schulek Vilmos, illetve az őt követő Grósz Emil klinikájára ment, ahol 1898. április 1-től 1899. augusztus 31-ig dolgozott. A mellső csarnokzúg állapota glaukománál című munkájával akadémiai pályadíjat nyert. 1899. szeptember 1-től kinevezték a Dollinger Gyula igazgatása alatt működő I. sz. Sebészeti Műtőintézethez, ahol előbb díjtalan, majd díjas gyakornokként dolgozott. Ez idő alatt műtős oklevelet szerzett. 1902 áprilisa és 1905 júniusa között a Szent István Kórházban működött Herczel Manó mellett mint segéd-, majd alorvos. 1905. szeptember 18-tól 1910. július 7-ig a Szent Margit Kórház sebész rendelőorvosa lett. 1908. február 27-én a Sebészeti anatómia című tárgykörből magántanárrá habilitálták. 1909-ben a Kísérleti adatok a hasi zsírszövet nekrosist előidéző pancreas bántalmak kóroktanához című munkájával elnyerte a Mészáros Károly-féle alapítvány 800 koronás jutalomdíját. 1910-ben kinevezték a Szent István Kórház sebész-főorvosává, ahol több mint harminc évet dolgozott. 1911. november 21-én a hassebészetből nyert magántanári képesítést. Három évvel később egyetemi címzetes rendkívüli tanár lett. 1913. szeptember 11-én Budapesten házasságot kötött Borbás Líviával, Brust Dávid textil-nagykereskedő és Hirsch Malvina lányával. 1941-ben nyugdíjazták, de az Országos Közegészségügyi Intézetben továbbra is végzett állatkísérleteket, a benzoyren rák keletkezése érdekelte. 
Sebészi pályafutása során egyebek között a hasi, a plasztikai és az idegsebészet, valamint a sebészeti anatómia tárgykörében is elmélyülve számos értékes tudományos munkát publikált magyar és külföldi lapokban egyaránt. Munkássága maradandó nyomot hagyott a sebészeti szakmában. A gyomorcsonkolásos műtétek egyik leggyakrabban végzett típusát a világ nagy részén ma is Pólya-műtétnek nevezik (Reichel–Pólya-műtét). Családja nyomása ellenére a második világháború vészterhes ideje alatt Magyarországon maradt. Nyugdíjasként írta tudománytörténeti munkáját, Az orvostudomány regényét (1942).
1944/1945 telén, a nyilas uralom idején nyoma veszett, a feltételezések szerint lehetséges, hogy – zsidó származása miatt – a Dunába lőtték. A halál dátumát (1945. április 2.) bíróság állapította meg.

## Munkái
- A mellső csarnok zugának állapota glaokomás szemekben. (Mathematikai és Természettudományi Értesítő, 1899)
- Tyloma (keratosis) conjunctivae. (Orvosi Hetilap, 1899, 5.)
- Sebészeti módszerek (1901)
- A zsírszövetnekrózisról (1905)
- Az epekövek kórtanának mai állása (1906)
- Kisérletek a bélvarratok egyszerűsítésére a Jobert-féle invaginatio és demensenterisatio elvének felhasználásával. (Magyar Orvosi Archivum, 1906)
- A trypsin hatása az élő pankreasra. (Mathematikai és Természettudományi Értesítő, 1907)
- Az epehuzamon végzett műtétek (1908)
- A rákgyógyítás módjai és eredményei (1909)
- A vékonybél retrográd icarcerációjáról (1910)
- A hasnyálmirigy akut megbetegedésének keletkezéséről (1910)
- A duodenális fekélyről (1913)
- A pankreás betegségek sebészi kezeléséről (1913)
- A gyakorló orvos sebészete (1928)
- Az orvostudomány regénye (1942)